# 2025年智利大选
智利计划在2025年进行大选，根据宪法规定大选每四年举行一次，以选出智利国会议员和总统。根据1980年宪法规定，现任总统加夫列尔·博里奇不得连任。

## 背景
在2021年的选举中，加夫列尔·博里奇利用了年轻人对现状的失望、对前总统塞巴斯蒂安·皮涅拉任期的不满以及新冠疫情后经济放缓的有利局面，战胜了律师和政治家何塞·安东尼奥·卡斯特。博里奇最初是2011-2013年智利学生抗议活动的领袖，他承诺要“彻底摆脱我们社会的父权制遗产”，引领智利走向更加包容和进步的未来。博里奇胜选后表示，在他的领导下，智利“需要透明的财政和有序的经济，否则我们所做的改革可能会被逆转。”
自博里奇担任总统以来，他的政府（内阁成员中女性占超过一半）一直将养老金改革、锂矿国有化提案、实施枪支管制、扩大智利LGBT权利、渐进式税收改革以及推动新宪法的通过作为优先事项。
自博里奇上任以来，他在选民中的支持率显著下降，目前不到三分之一的人对他的表现表示认可。到2023年5月，博里奇的支持率降至28%，而不支持率则高达66%。他的低支持率，加上共和党在2023年宪法委员会选举中的胜利，以及伊芙琳·马特伊和何塞·安东尼奥·卡斯特在民意调查中人气的上升，使得分析人士认为卡斯特可能在2024年地区选举中取得更大进展，并成为2025年总统和议会选举的有力竞争者。卡斯特本人被视为2025年的潜在候选人，并表示在下次大选前“政府将发生重大变化”的可能性很大。 约翰内斯-凯泽创立了自由民族党，是总统候选人之一。

## 选举制度
总统选举采用两轮制，如果在第一轮中没有候选人获得过半选票，则会进行第二轮选举。在国会中，众议院的155名议员通过公开名单的比例代表制选举产生，他们来自28个多席位选区，每个选区有3至8个席位，议席按照汉狄法分配。参议院的50名议员任期为8年，每次选举大约有一半的参议员需要改选。参议员在16个多席位选区中通过选举产生，每个选区有2至5个席位，选区以大区为单位划分。